# バシレミス
バシレミス（Basilemys）は、中生代白亜紀後期マーストリヒト期の北米に生息していたカメ目の絶滅属である。四肢は現生の陸ガメのように陸上生活を示す構造を備えるが、その系統関係はより原始的でウミガメに類縁が近いとされる。アジアのナンシュンケリスやザンゲルリア、アノマロケリスと近縁である。